# Sideritis gulendamii
Sideritis gulendamii là một loài thực vật có hoa trong họ Hoa môi. Loài này được H.Duman & Karaveliogullari miêu tả khoa học đầu tiên năm 1995 publ. 1996.